# Gent Hawks
Gent Hawks war ein belgischer Basketballverein aus Gent.

## Geschichte
Der Verein wurde 1950 als Hellas Gent gegründet. Fünf Jahre später gewann der Klub die belgische Meisterschaft. Es blieb die einzige und ist damit der Höhepunkt in der Vereinsgeschichte. Im Jahr 1992 errang das Team den zweiten Titel für den Verein, den belgischen Basketballpokal.

## Namensgeschichte
- Hellas Gent (Gründung-1991)
- Bobcat Gent (1991-95)
- AST Gent (1995-97)
- Siemens Gent (1997-00)
- Gent United (2000-02, nach Zusammenschluss mit BC Brother Gentson)
- Gent Dragons (2002-07)
- Optima Gent (2007-12)
- Gent Dragons (2012-13)
- Gent Hawks (2013-) nach Zusammenschluss mit Blackhawks Gent

## Halle
Der Verein trägt seine Heimspiele in der 2.400 Plätze umfassenden Sportarena Tolhuis aus.

## Erfolge
- Belgischer Meister (1955)
- Belgischer Pokalsieger (1992)